# 베터런스 스타디움
베터런스 스타디움(Veterans Stadium)은 미국 펜실베이니아주 필라델피아에 위치한 야구장이다. 과거 MLB 필라델피아 필리스와 NFL 필라델피아 이글스 그리고 USFL 필라델피아 스타즈의 홈구장으로 사용했다.
| 메이저 리그 베이스볼 올스타전 개최 경기장 |                          |               |
| 1975년                                    | 1976년 베테랑스 스타디움 | 1977년        |
| 밀워키 카운티 스타디움                    | 1976년 베테랑스 스타디움 | 양키 스타디움 |
|                                           |                          |               |
|                                           |                          |               |

| 메이저 리그 베이스볼 올스타전 개최 경기장 |                          |               |
| 1995년                                    | 1996년 베테랑스 스타디움 | 1997년        |
| 더 볼파크 인 알링턴                       | 1996년 베테랑스 스타디움 | 제이콥스 필드 |
|                                           |                          |               |
|                                           |                          |               |